# Сексуально-либеральный феминизм
Сексуа́льно-либера́льный фемини́зм (просексуа́льный фемини́зм, сексуа́льно-радика́льный фемини́зм, или сексуа́льно-положи́тельный фемини́зм) — феминистское движение с центральной идеей сексуального раскрепощения женщин как необходимого компонента их свободы. Представителями сексуально-радикального феминизма являются Эллен Уиллис, Сьюзи Брайт, Патрик Калифиа, Гейл Рубин, Аведон Кэрол и Бетти Додсон. Движение оформилось в начале 1980-х годов, в период интенсивных секс-войн с лидирующими представительницами антипорнографического феминизма Кэтрин Элис Маккиннон, Андреа Дворкин, Робин Морган и Дорчен Лайдхолдт, считающими, что порнография имеет сильную причинно-следственную связь с патриархальным контролем за сексуальностью женщин и провоцирует гендерное насилие.

## Основные положения
Основой сексуально-положительного феминизма является положение о том, что сексуальная свобода есть неотъемлемый компонент свободы женщин. Исходя из этого, сексуально-положительные феминистки противостоят попыткам государства и общества контролировать сексуальную активность между взрослыми людьми по их взаимному согласию, вне зависимости от того, кто предпринимает эти попытки: государство, другие феминистки, противники феминизма или любой другой институт. Они положительно относятся к группам сексуальных меньшинств, подчёркивая важность образования коалиций с членами тех групп, против которых оборачивается отрицательное отношение к сексу. Сексуально-либеральный феминизм связан с сексуально-либеральным движением.
Гейл Рубин так подытожила суть конфликта из-за секса внутри феминизма:

«…По этому вопросу в феминистской мысли были представлены две тенденции. Первая критиковала ограничения женского сексуального поведения и осуждало издержки, которые общество возлагает на женщин, если они сексуально активны. Эта традиция феминистской мысли призывала к сексуальному освобождению, которое было бы благом как для женщин, так и для мужчин. Вторая тенденция рассматривала сексуальную свободу как простое расширение мужских привилегий. Эта традиция происходит из консервативной, враждебной сексу системы представлений».Оригинальный текст (англ.)...There have been two strains of feminist thought on the subject. One tendency has criticized the restrictions on women’s sexual behavior and denounced the high costs imposed on women for being sexually active. This tradition of feminist sexual thought has called for a sexual liberation that would work for women as well as for men. The second tendency has considered sexual liberalization to be inherently a mere extension of male privilege. This tradition resonates with conservative, anti-sexual discourse.
Сексуально-положительный феминизм объединяет борцов с цензурой, активистов ЛГБТ, феминистских учёных, сексуальных радикалов, производителей порнографии и эротики и прочих. Сексуально-либеральные феминистки отвергают неприятие мужской сексуальности, которое они приписывают многим радикальным феминисткам. Они полагают, что патриархат ограничивает сексуальное самовыражение людей, и желают увеличения сексуальных возможностей у всех людей, без ограничения порнографии. Сексуально-либеральные феминистки обычно отвергают «сексуальный эссенциализм», который они определяют как «представление, что секс есть природная сила, существовавшая прежде социальной жизни и формировавшая общественные институты». По их мнению, сексуальная ориентация и гендер, как социальные структуры, испытывают огромное влияние общества.
В частности, сексуально-либеральная позиция сексуально-радикального феминизма происходит из глубокого сомнения в том, что законы патриархата, ограничивающие сексуальность, могут способствовать настоящим интересам женщин. Другие феминистки понимают сексуальное освобождение женщин как главный мотив, в действительности руководящий женским движением. Наоми Вульф пишет: «Оргазм есть естественный телесный позыв к феминистской политике». Феминистки-индивидуалистки противятся законам, ограничивающим продажу и рекламу противозачаточных средств. Шарон Пресли, «народный координатор ассоциации либертарных феминисток», пишет, что в области сексуальности правительство вопиющим образом дискриминирует женщин.

## Возникновение
Гейл Рубин и Венди МакЭлрой утверждают, что корни сексуально-либерального феминизма восходят к XIX столетию, что выразилось в деятельности сексуальных реформаторов и борцов за сексуальное образование и доступ к противозачаточным средствам, как, например, Хэвлок Эллис, Маргарет Сэнгер, Мэри Денетт и позднее Альфреда Кинси. Тем не менее, современная ветвь сексуально-либерального феминизма возникла после того, как в 1970-х годах феминистское движение объявило порнографию орудием подавления женщин. Подъём феминизма второй волны, начавшийся в 1960-е годы, совпал с сексуальной революцией и изменением законодательства, ослабившим юридические ограничения на доступ к порнографии. В 1970-е годы радикальные феминистки стали всё больше сосредотачиваться на вопросах сексуальности в патриархальном обществе. Некоторые феминистские группы начали заниматься изданием предписаний по поводу того, как должна выглядеть сексуальность, правильная с точки зрения феминизма. В особенности это было характерно для групп лесбийских сепаратисток, но некоторые группы гетеросексуальных женщин, как, например, Красные чулки, тоже начали действовать подобным образом. Многие феминистки стали относиться с подозрением к удовольствию от секса как таковому. Порнография, тем не менее, не была основным вопросом; радикальные феминистки были, в общем, против неё, но не считали этот вопрос особенно важным до середины 1970-х годов (хотя были группы феминисток, боровшиеся за права проституток, как COYOTE, проводившая кампанию за декриминализацию проституции).
В конце 1970-х в американской культуре всё сильнее было беспокойство о последствиях сексуальной свободы, в том числе непосредственным показом секса и насилия в средствах массовой информации, выходом в свет порнографии, возросшей сексуальной активностью подростков и такими вопросами, как распространение детской порнографии и так называемых «снафф-фильмов» (критики утверждают, что эта атмосфера дошла до моральной паники, достигшей своего пика в середине 1980-х годов). Эта обеспокоенность нашла своё отражение в феминистском движении, когда радикальные феминистские группы стали утверждать, что порнография есть опора патриархата и прямо способствует насилию над женщинами. Робин Морган резюмировала эту идею в своём изречении: «Порнография — теория; изнасилование — практика».
Андреа Дворкин и Робин Морган страстно продвигали антипорнографическую позицию, основываясь на радикальном феминизме, начиная с 1974 года, а феминистские антипорнографические группы («Женщины против порнографии» и другие), стали особенно активны в Соединённых Штатах Америки во второй половине 1970-х годов. Когда антипорнографические феминистки стали выступать против не только порнографии, но и проституции и садомазохизма, другие феминистки забеспокоились по поводу тенденции, которую принимало движение, и стали относиться как антипорнографическому феминизму более критично. Это относилось к феминисткам, практикующим БДСМ (из видных деятельниц — организация Самуа), к борцам за права секс-работниц и ко многим либеральным и антиавторитарным феминисткам, для которых свобода слова, сексуальная свобода и защита женской деятельности стояли на первом месте.
Одним из первых возражений против антипорнографической тенденции в феминистском движении было сочинение Эллен Уиллис «Феминизм, морализм и порнография». В ответ на образование в 1979 году «Женщин против порнографии» Уиллис выразила опасение по поводу попыток антипорнографических феминисток превратить феминизм в движение в поддержку одного вопроса, и утверждала, что феминисткам не следует провозглашать огульную анафему всей порнографии и что ограничения на распространение порнографии могут с той же лёгкостью быть приложены к речам, которые сами феминистки считают правильными. Гэйли Рубин (1984) призывает феминисток переосмыслить свою теорию сексуальности, говоря, что существующее отношение феминисток к сексу зачастую рассматривает сексуальное раскрепощение как тенденцию, которая только увеличивает мужские привилегии. Рубин критикует антипорнографических феминисток, которые, как она утверждает, «фактически осудили любой вариант сексуального самовыражения как противный феминизму», что, по её мнению, опасно сближается с консервативной, антифеминистской сексуальной моралью. Рубин призывает феминисток рассматривать политические аспекты сексуальности, не продвигая сексуальные репрессии. Она также утверждает, что упрёки в подавлении женщин должны быть направлены против тех, кто заслужил их, против «семьи, религии, образования, практики воспитания детей, средств массовой информации, государства, психиатрии, дискриминации в сфере труда и неравной оплаты труда», а не против сексуальных меньшинств, имеющих относительно малое влияние.
Макэлрой утверждает, что для феминисток в 1970—1980-х гг. обращение к вопросам сексуального самовыражения было результатом фрустрации по поводу явных неудач феминизма в достижении успеха на политической арене: в США Поправка о равных правах провалилась, а право на аборт было поставлено под угрозу во время правления Рейгана.

## Главные политические вопросы, имеющие отношение к сексуально-либеральному феминизму

### Порнография
Первым вопросом, объединившим сексуально-либеральных феминисток, был, вероятно, вопрос порнографии, хотя в настоящее время взгляды представителей этого движения на неё сложны и неоднозначны. На протяжении 1980-х Андреа Дворкин и Катарина Маккиннон вместе со своими сторонниками боролись за принятие антипорнографических постановлений в целом ряде городов Соединённых Штатов и Канады. Первое такое постановление было принято городским советом Миннеаполиса в 1983 году. Тактика Дворкин и Маккиннон состояла в том, чтобы объявить показ порнографии сексуальной дискриминацией женщин и, таким образом, нарушением их гражданских прав. На это сексуально-либеральные феминистки отвечали, что законодательство против порнографии нарушает право женщин на свободу слова. Вскоре после этого коалиции антипорнографических феминисток и консервативных групп удалось провести схожее постановление в Индианаполисе. Позже это постановление было объявлено Федеральным судом неконституционным.
Рубин пишет, что антипорнографические феминистки преувеличивают опасность порнографии, показывая наиболее шокирующие порнографические изображения (например, связанные с садомазохизмом) вне контекста, подразумевая, что изображаемых женщин действительно насилуют, но не обращая внимания на то, что эти сцены изображают фантазии и используют актёров, которые согласились с тем, чтобы их так показывали. Сексуально-либеральные феминистки утверждают, что доступ к порнографии важен для женщин так же, как для мужчин, и что в порнографии как таковой нет ничего унижающего женщин. Антипорнографические феминистки не согласны с этим, часто указывая, что само изображение подобных действий часто вдохновляет преступников на претворение этого в реальность.

### Секс-работа
Некоторые сексуально-либеральные феминистки считают, что женщины и мужчины могут получить позитивный опыт в проституции, и что там, где она незаконна, проституцию нужно декриминализовать. Они утверждают, что проституция необязательно плоха для секс-работниц, если к ним относятся с уважением и если их профессия не стигматизируется обществом.
Другие сексуально-либеральные феминистки держатся разнообразных взглядов на проституцию, расходясь в оценке как её самой, так и её связи с классом, расой, торговлей людьми, и по многим другим вопросам. Сексуально-либеральные феминистки в общем согласны, что сами секс-работницы не должны подвергаться стигматизации или наказанию.

### БДСМ
Садомазохизм критиковался антипорнографическими феминистками за эротизацию власти и насилия и за способствование мизогинии. Они утверждали, что женщины, решающие заняться БДСМ, делают выбор, который в конечном счете вреден для женщин. Сексуально-либеральный феминистки возражают, что садомазохистские действия, совершаемые по взаимному согласию, приносят наслаждение многим женщинам и реализуют их сексуальные наклонности. Они утверждают, что феминисткам не следует нападать на сексуальные желания других женщин как на «противные феминизму» или интернализующие подавление, и что нет никакой связи между сексуально необычными действиями, совершаемыми по взаимному согласию, и сексуальными преступлениями. Некоторые антипорнографические феминистки полагают, что существует связь между садомазохистскими сценами, совершаемыми добровольно, и изнасилованием и сексуальными оскорблениями, совершаемыми по принуждению, но сексуально-либеральные феминистки находят такие взгляды обидными для женщин. Часто указывают, что в БДСМ роли не привязаны к полу, но определяются личными предпочтениями.

### Сексуальная ориентация
Хотя расхожий стереотип приписывает феминистскам лесбийские наклонности, Макэлрой отмечает, что многие феминистки не хотели, чтобы их ассоциировали с гомосексуальностью. Бетти Фридан, одна из основательниц феминизма второй волны, предостерегала против лесбиянства и называла его «угрозой лаванды» (позже она отказалась от этих взглядов). Сексуально-либеральные феминистки верят, что признание правомерности любой сексуальной ориентации необходимо для того, чтобы женщины получили полную сексуальную свободу. Не дистанцироваться от гомо- и бисексуальности из-за боязни повредить имидж феминизма в большом свете, а продвигать их принятие - вот, по мнению сексуально-либеральных феминисток, необходимое условие освобождения женщин.

## Дополнительные сведения
О сексуально-либеральном феминизме высказывались постмодернистская писательница Кэти Акер, порноактриса Нина Хартли, канадская анархистка-индивидуалистка Вэнди Макэлрой, новозеландская певица Лорд и другие.
Тема поддерживается несколькими женскими коммерческими организациями и НКО, среди которых наиболее крупной является основанная в 1989 году британская социальная сеть «Феминистки против цензуры».
Феминистская порнография занимает небольшую, но развивающуюся нишу в порноидустрии. Так с 1986-го по 2006-й годы в США выпускался лесбийский эротический журнал On Our Backs, в Канаде в 2006 году была учреждена кинонаграда за феминистскую порнографию Feminist Porn Award, а в 2009 году аналогичная награда PorYes на другом кинофестивале была впервые вручена в Германии.